# Micești (rijeka)
Micești ili Păuleasca je desni pritok Râul Doamnei u Rumunjskoj. Ulijeva se u Râul Doamnei u Colibașiju. Duljina joj je 22 km, a površina porječja 37 km2.